# Museo Departamental de Arqueología Ghjilormu Carcopino

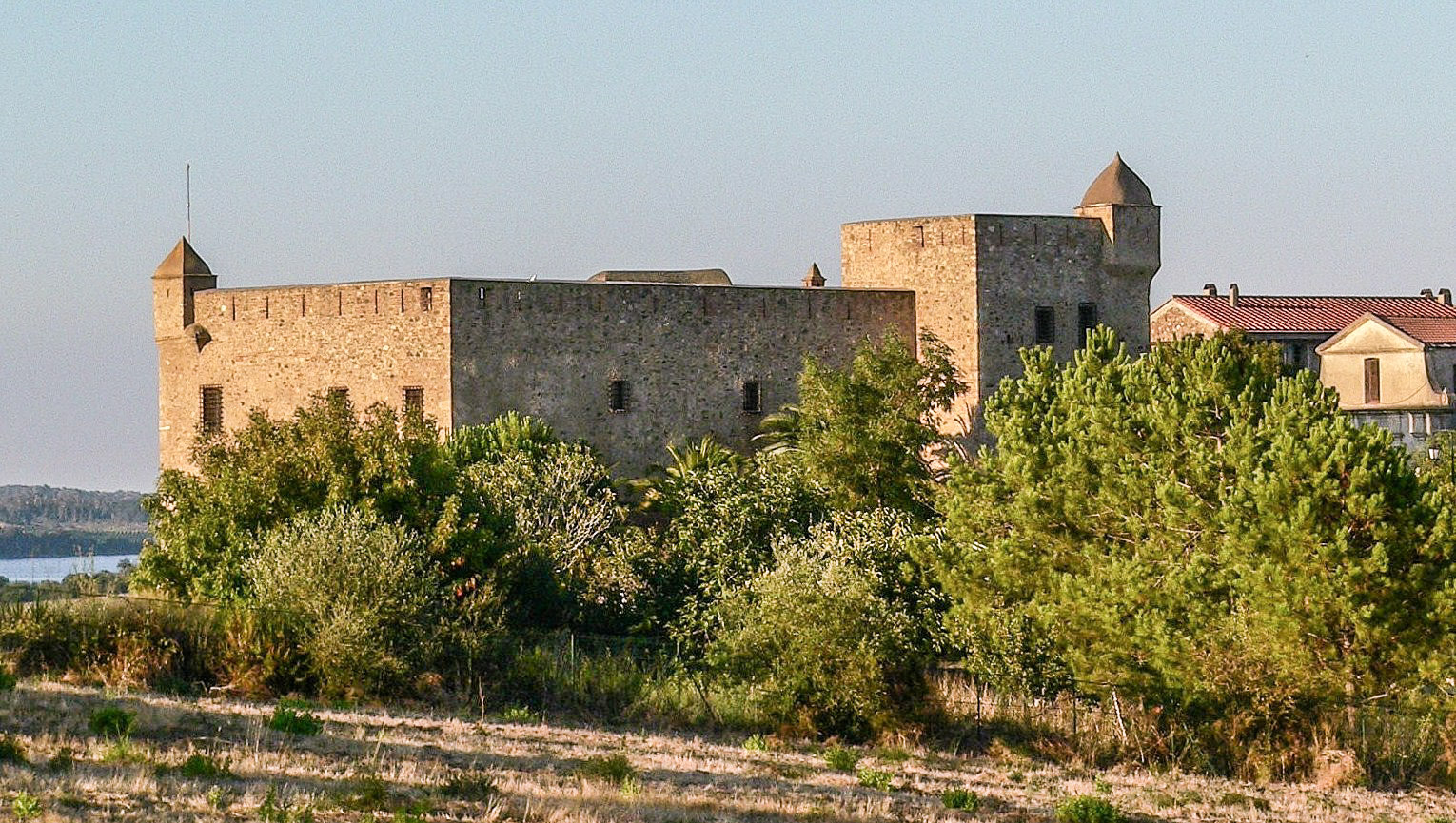
Vista exterior del fuerte de Matra

El Museo Departamental de Arqueología Ghjilormu Carcopino (en francés: Musée départemental d'archéologie Jérôme-Carcopino) es una institución de la comuna de Aleria, en Córcega (Francia). Aleria está a unos 70 kilómetros de Bastia y a 120 kilómetros de Ajaccio.
El museo está situado en el Fuerte de Matra (siglo XIV), que se halla en la parte antigua de Aleria, a unos dos kilómetros de la aldea moderna.

## El Fuerte de Matra
El Fuerte de Matra está declarado como monumento nacional desde 1962. Fue construido por los genoveses en el siglo XIV, y sería el cuartel general de un escuadrón de caballería cuya misión consistiría en proteger los territorios de la zona, la costa oriental y la zona de las lagunas costeras. De hecho, la importancia militar de la fortaleza estribaba en su posición estratégica, al estar situada en la parte superior de una colina próxima a la costa. A lo largo de siglos, la fortaleza se iría convirtiendo en un depósito de armas de los genoveses, y, por esta razón, sería parcialmente destruida por los propios corsos en 1729.
Reconstruida posteriormente, la fortaleza daría la bienvenida al rey Teodoro I de Córcega durante su corto reinado.
Después llegaría a ser propiedad de la poderosa familia Matra, que mantendría durante un tiempo su control. El más conocido de la familia Matra fue Mariu Emmanuele Matra, que luchó contra Pasquale Paoli en la misma Córcega. Mariu murió el 28 de marzo de 1757, pero el fuerte seguiría siendo propiedad de su familia.
En el año siguiente a su declaración como monumento nacional, en 1963, se fundó en el fuerte un depósito consistente en todos los materiales arqueológicos recogidos en la zona, y, sobre todo, los que se habían encontrado durante las excavaciones efectuadas en la antigua Aleria, a sólo unos cientos de metros de la fortaleza.
Después de 1979, el Fuerte de Matra fue comprado por el departamento de la Alta Córcega, y el material citado sería la base del fondo del nuevo museo.

## El museo
El museo alberga colecciones de arqueología, de arte religioso y de etnografía.
Las colecciones del museo de Aleria constan de piezas que muestran quince siglos de la historia de Córcega en general y de la misma Aleria en particular, desde el siglo X a. C. hasta el siglo V d. C., y muchas de ellas son de gran importancia arqueológica en cuanto a la historia de Córcega y en cuanto a la del mundo mediterráneo, ya que Aleria no fue sólo una de las antiguas capitales de Córcega, sino también una colonia de varios pueblos, sucesivamente: los griegos de Focea, los cartagineses y los romanos. Finalmente, fue invadida y destruida por los vándalos en el siglo V.
Entre las piezas notables del museo, se pueden mencionar un plato en el que está representado un elefante de Aníbal en marcha, y dos copas griegas de libaciones que reproducen la cabeza de un perro y la de una caballería; por último, hay cerámicas y vasijas griegas, etruscas y romanas, armas de bronce, ánforas, monedas y muchos objetos de la vida cotidiana.
El director actual del museo es Ghjuvan Claudiu Ottaviani.

## Galería de imágenes

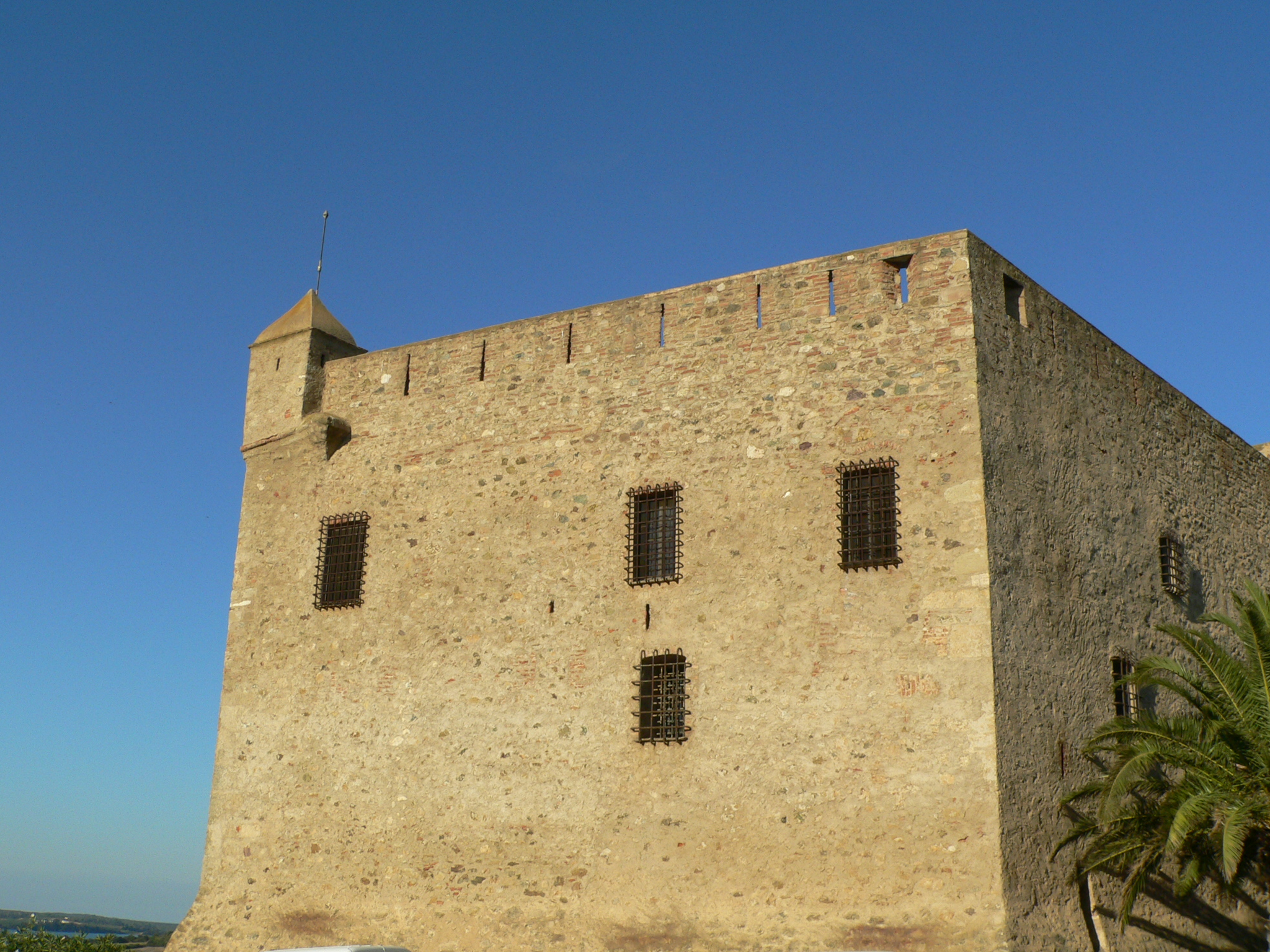
Fuerte de Matra
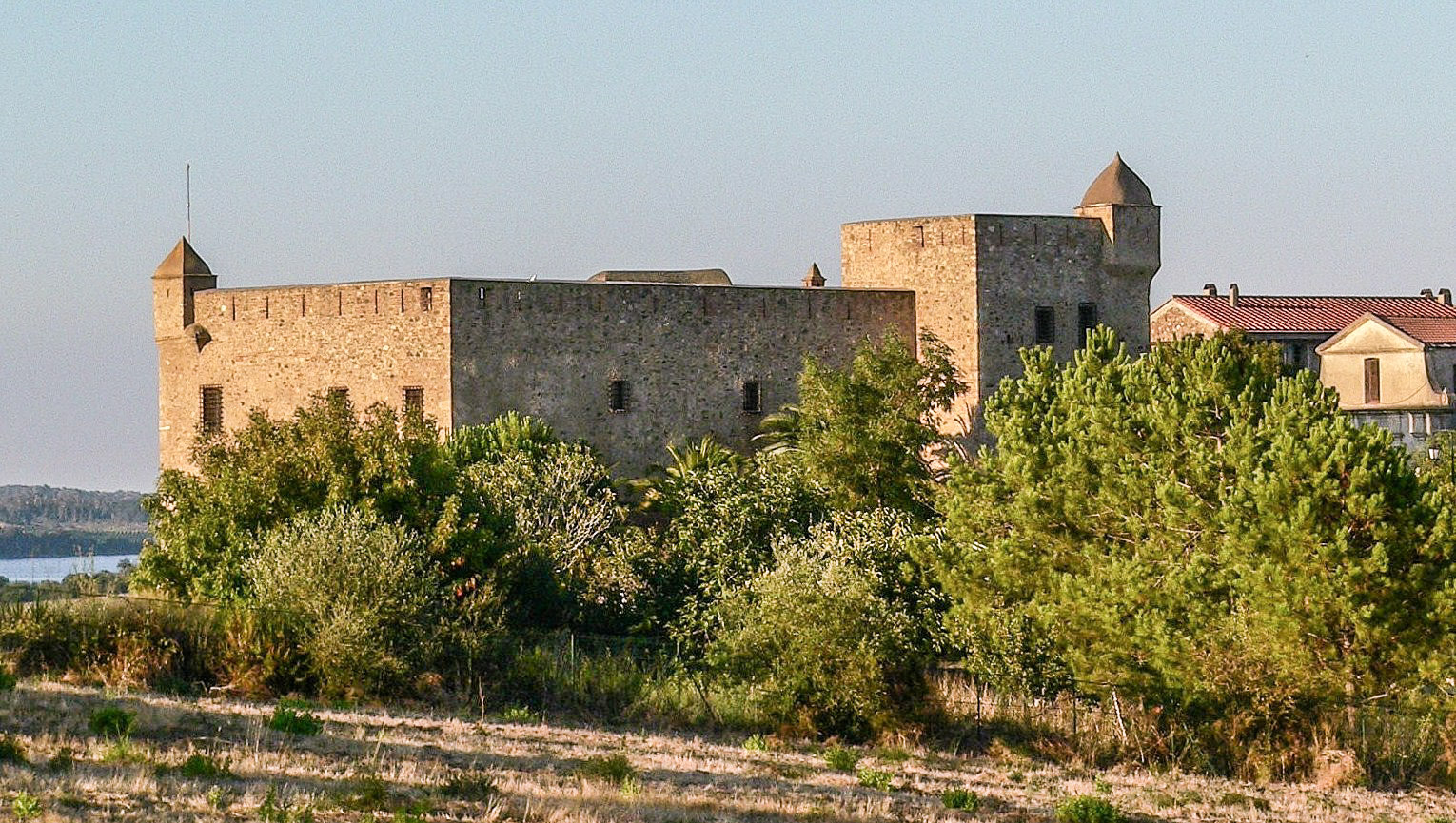
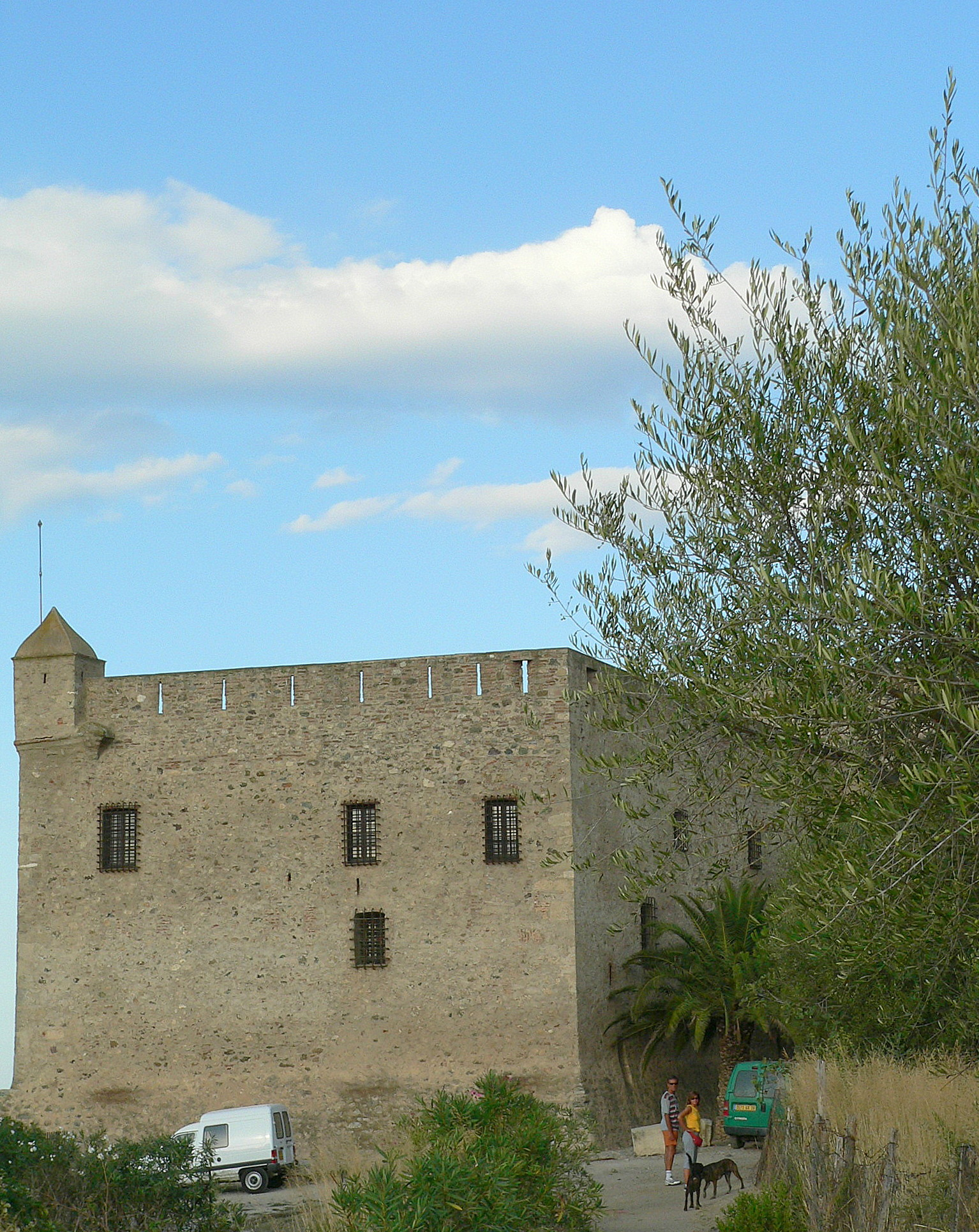
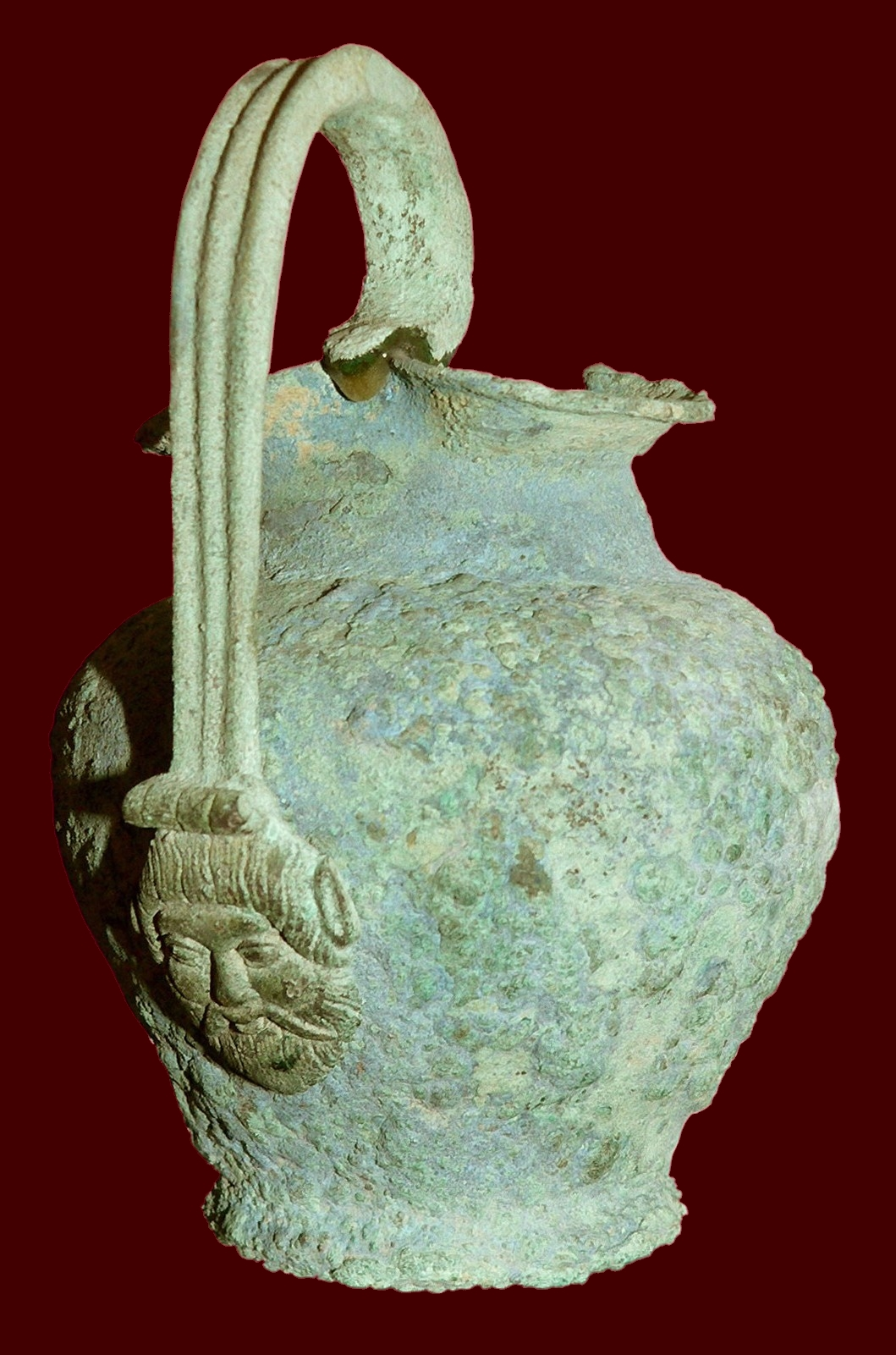
Ánforas de bronce
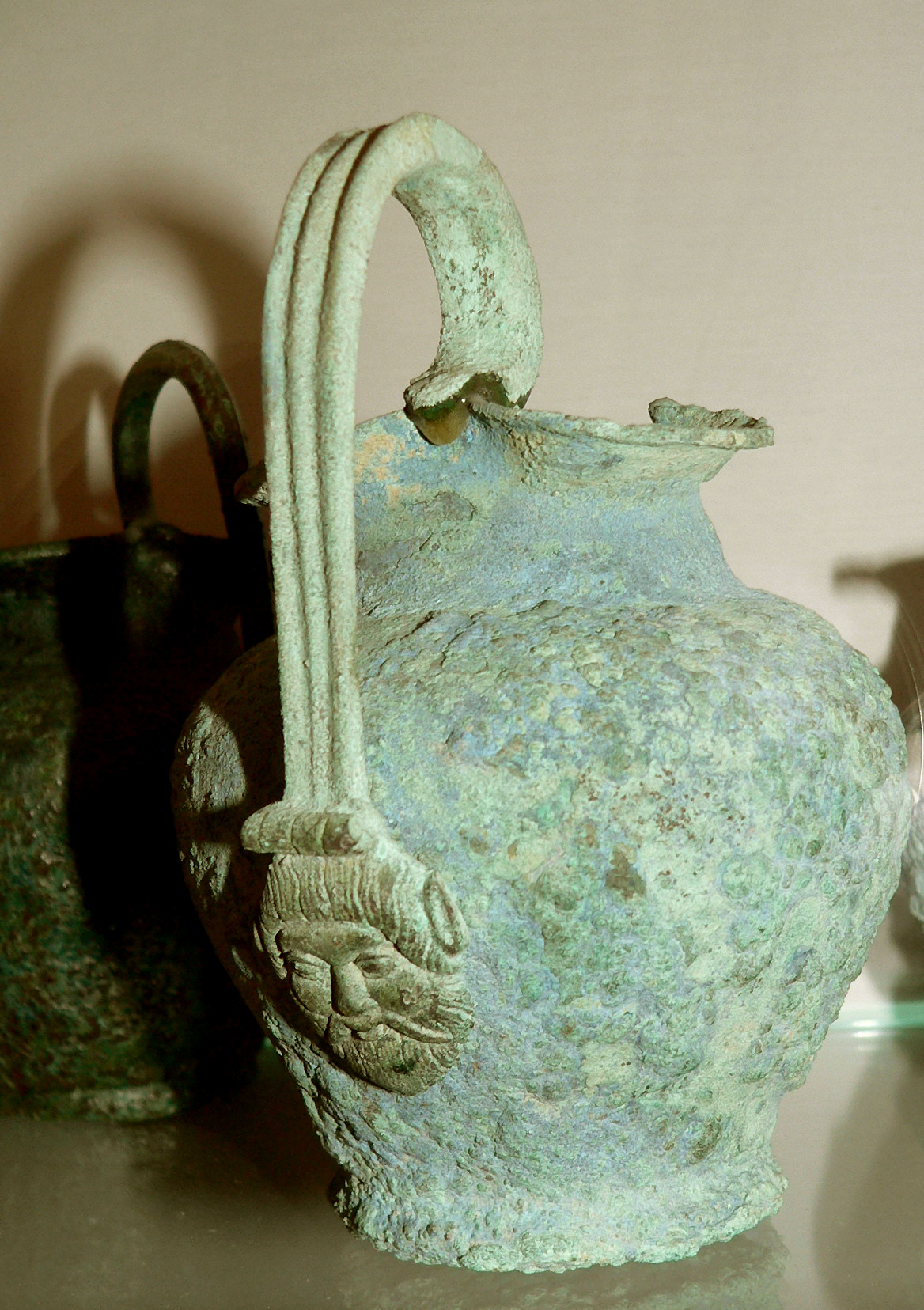
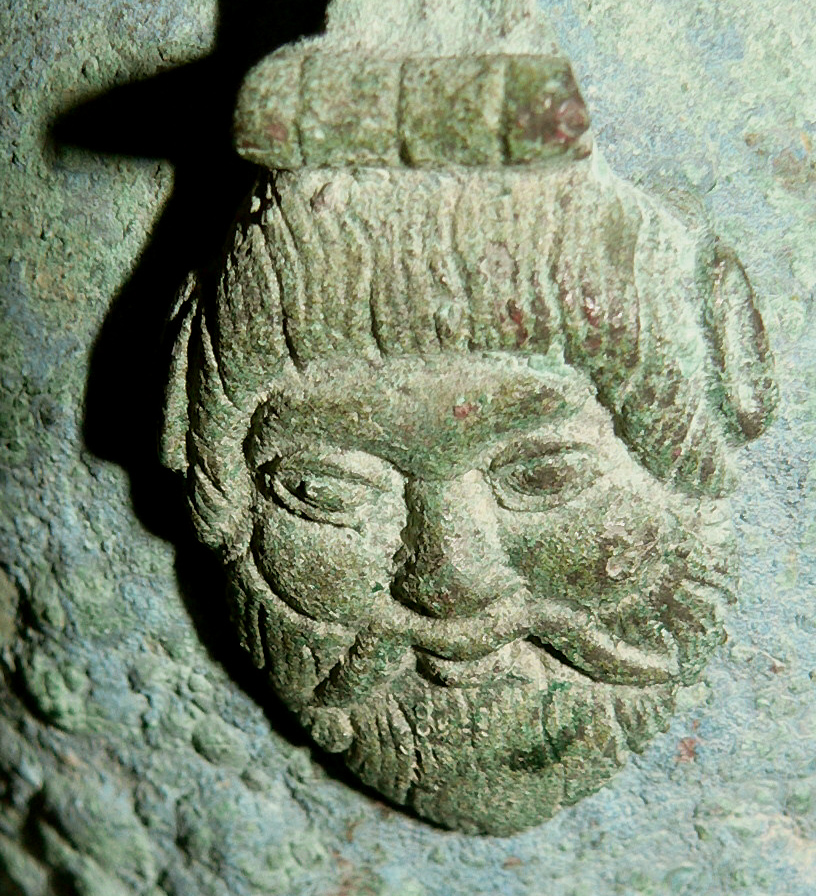
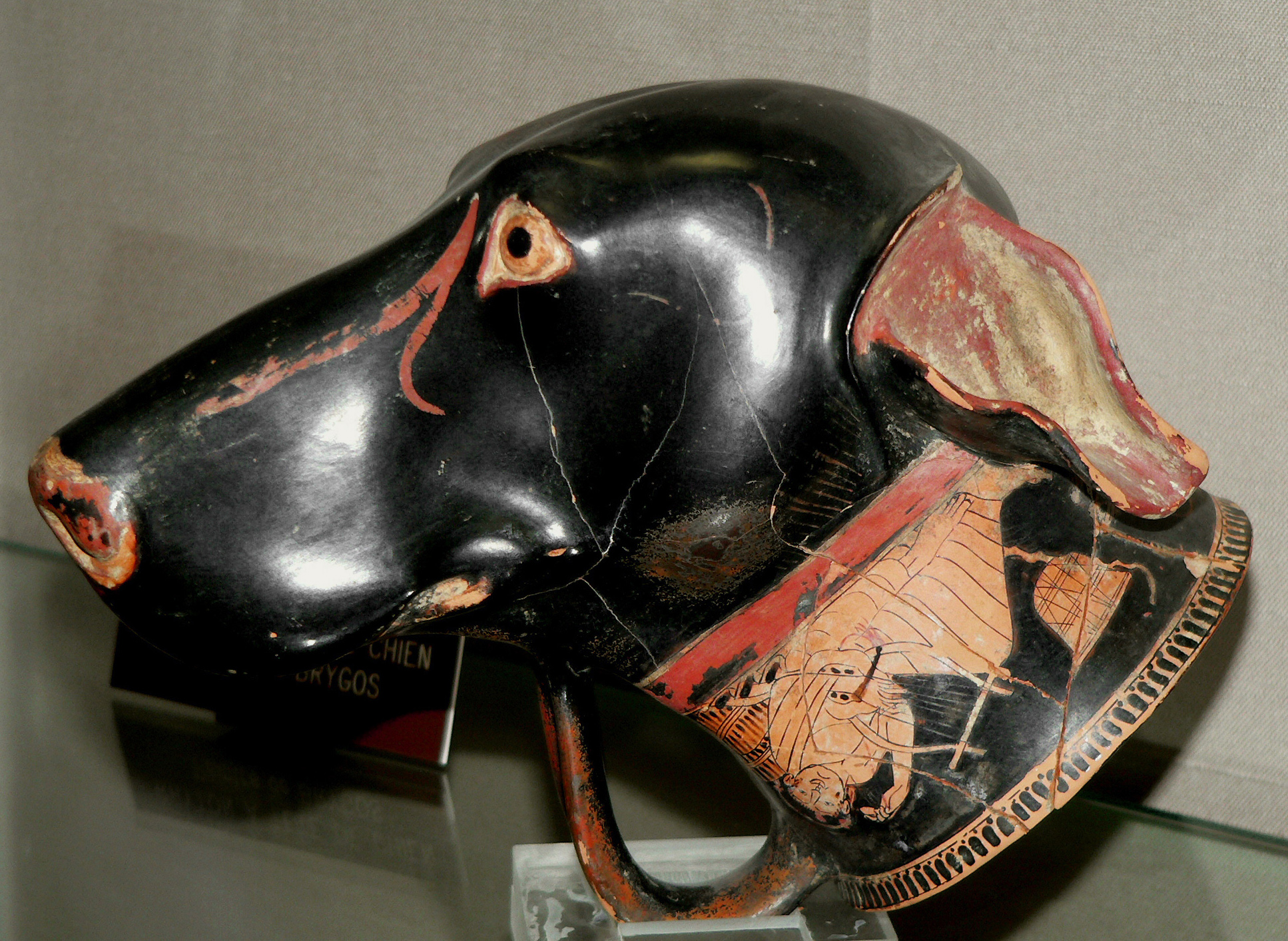
Rhyton (copa griega de libaciones) con forma de cabeza de perro (vista lateral)
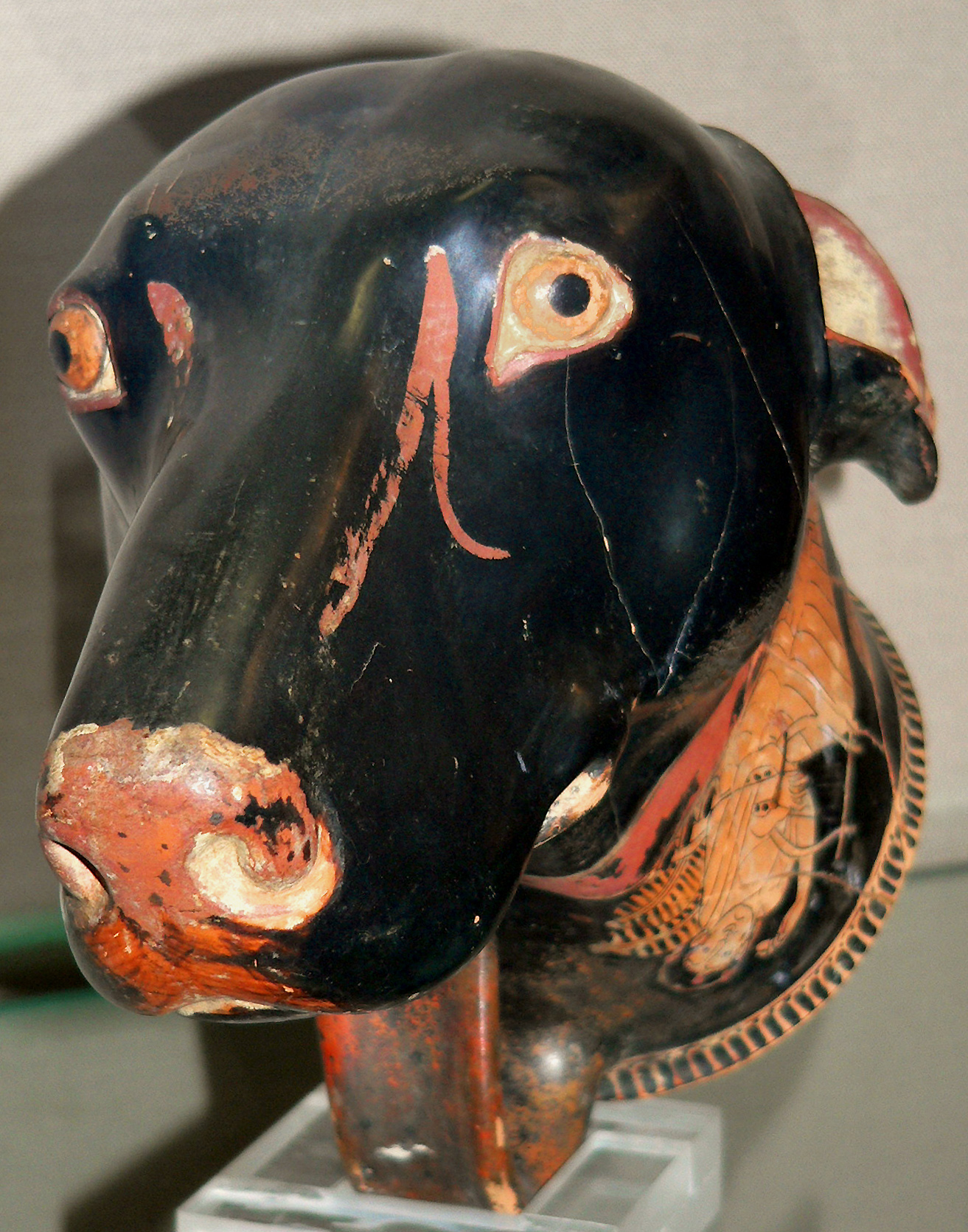
Rhyton con forma de cabeza de un perro (vista frontal)
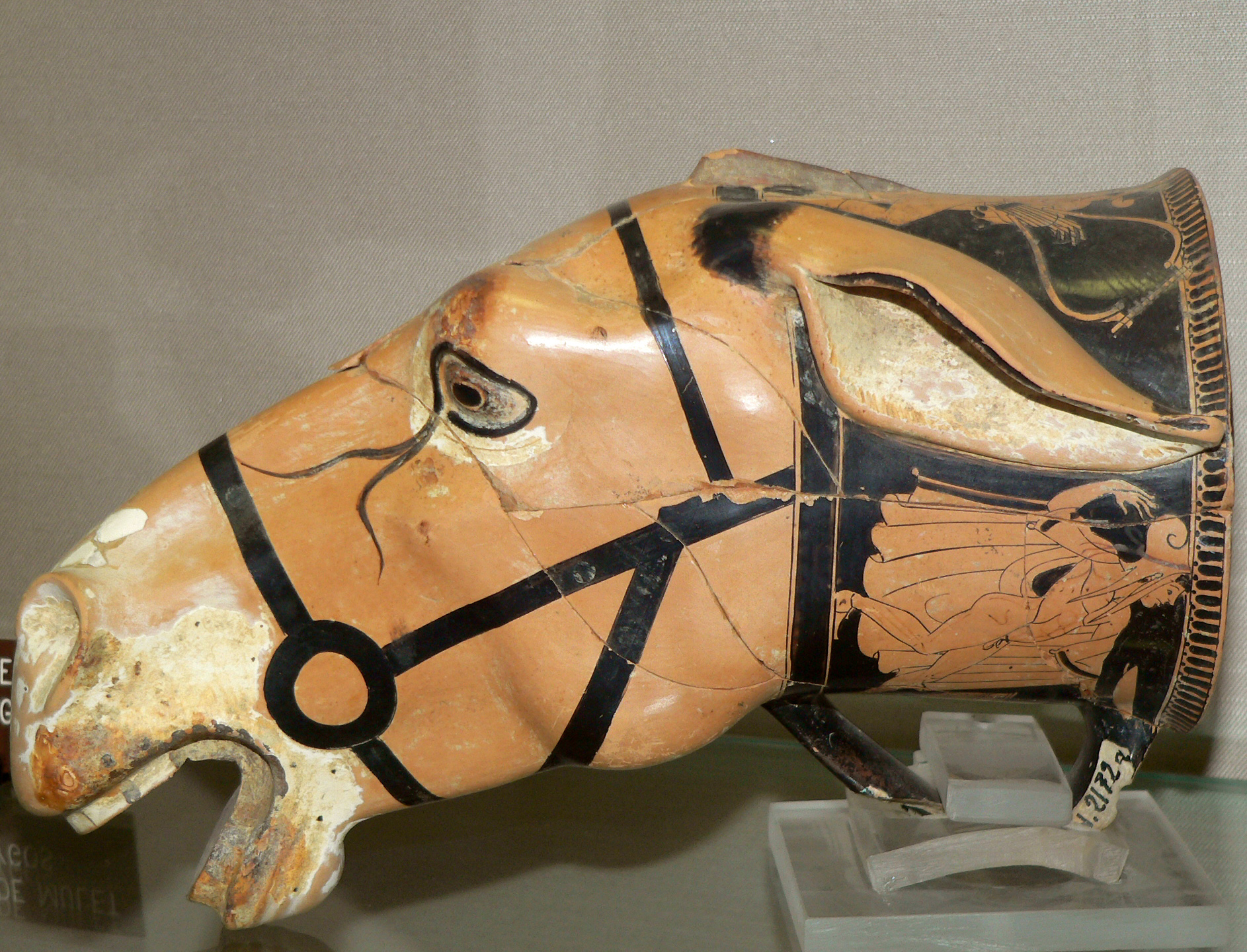
Rhyton con forma de cabeza de caballo (vista lateral)
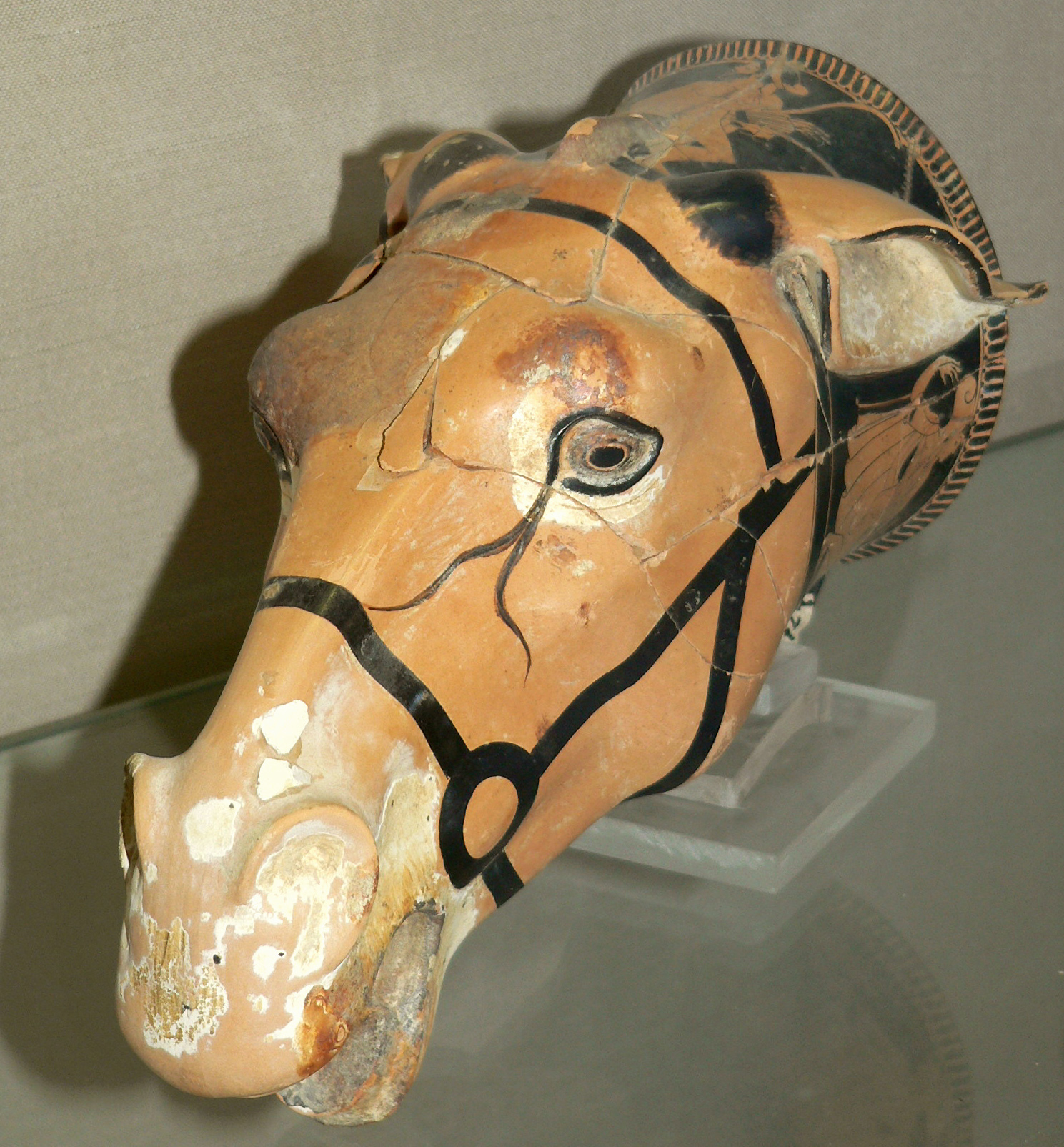
Rhyton con forma de cabeza de caballo (vista frontal)